# August Spieß
August Spieß,  né en 1841 et décédé en 1923 est un peintre allemand de style historiciste. Il a réalisé, dans les années 1880, aux châteaux de Neuschwanstein et Linderhof, des peintures représentant des scènes d’opéras de Richard Wagner (Tristan und Isolde, Lohengrin (opéra), Parsifal, etc.)